# William Fisher (szpieg)

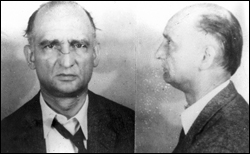
Rudolf Abel po aresztowaniu przez FBI

William (Willie) August Fisher, ps. Rudolf Abel (ros. Вильям Генрихович Фишер; ur. 11 lipca 1903 w Newcastle upon Tyne, zm. 15 listopada 1971 w Moskwie) – oficer wywiadu ZSRR, w stopniu pułkownika.

## Życiorys
Był synem niemieckiego komunisty. Dzieciństwo spędził w Anglii. W latach 1919–1921 studiował na Uniwersytetecie Londyńskim. W 1921 przeprowadził się z rodziną do ZSRR, gdzie pracował jako tłumacz w Komitecie Wykonawczym Kominternu. Od 1925 pełnił służbę w Armii Czerwonej, następnie pracował w Instytucie Naukowo-Badawczym Wojskowych Sił Powietrznych. Od 1927 był pracownikiem INO OGPU, a w latach 1931-1936 nielegałem poza granicami Związku Radzieckiego. W 1938, po ucieczce Aleksandra Orłowa zwolniony z NKWD, w 1941 przyjęty ponownie. Od 1941 był funkcjonariuszem kierowanego przez Pawła Sudopłatowa IV Specjalnego Zarządu NKWD. Od 1945 był pracownikiem INO  i  NKWD/MGB, a od 1947 Komitetu Informacji przy Radzie Ministrów ZSRR.
W latach 1948–1957 działał jako szpieg-nielegał w USA, kierował siatką wywiadowczą. Od 1950 mieszkał w Brooklynie i pracował jako fotograf i malarz. W dniu 21 czerwca 1957 został aresztowany przez FBI, podał się za Rudolfa Abla. W 1962 powrócił do ZSRR w wyniku wymiany na amerykańskiego pilota Gary'ego Powersa, pilota Centralnej Agencji Wywiadowczej zestrzelonego w samolocie szpiegowskim Lockheed U-2 nad Związkiem Radzieckim 1 maja 1961. Po powrocie do ZSRR pracował w aparacie centralnym I Zarządu Głównego KGB ZSRR .
O aresztowaniu i wymianie Williama Fishera vel Rudolfa Abla opowiada film fabularny Most szpiegów.